# Thomas Cromwell
Ne doit pas être confondu avec Oliver Cromwell.
 (janvier 2016).
Si vous disposez d'ouvrages ou d'articles de référence ou si vous connaissez des sites web de qualité traitant du thème abordé ici, merci de compléter l'article en donnant les références utiles à sa vérifiabilité et en les liant à la section « Notes et références ».

Armoiries de Thomas Cromwell, 1532–1537.

Armoiries de Thomas Cromwell, 1537–1540.

Thomas Cromwell, né à Putney près de Londres vers 1485, mort à la tour de Londres, le 28 juillet 1540, comte d'Essex, est un homme politique anglais, principal ministre du roi Henri VIII d'Angleterre de 1532 à 1540, et l'un des principaux acteurs de la Réforme en Angleterre. Il est mort décapité, sur ordre du roi.

## Biographie

### Origine et jeunesse
Thomas Cromwell naît vers 1485 à Putney, dans le Surrey, où son grand-père s'était installé pour exploiter un foulon que lui avait confié l'Archevêque de Cantorbéry. Il est le fils de Walter Cromwell (1463 – 1510), qui est Yeoman, éleveur de brebis et foulonnier, mais aussi brasseur et tavernier, voire forgeron. Walter est régulièrement appelé comme juré et est élu, pour l'année 1495, constable paroissial de Putney, mais il doit aussi, à plusieurs reprises, rendre des compte à la justice pour ivresse et trouble à l'ordre public. En 1514, Walter est condamné pour avoir supprimé des preuves du rôle du tribunal concernant son bail seigneurial et doit renoncer à toutes ses propriétés foncières,.  On sait peu de choses sur la mère de Thomas, Catherine Maverell, de la famille des Maverell de Throwley Old Hall (en), du côté Staffordshire du Peak District, et qui serait la tante de Nicholas Glossop de Wirksworth, un autre Yeoman du Derbyshire. Elle vit à Putney dans la maison d'un avocat local, John Welbeck, au moment de son mariage avec Walter Cromwell, en 1474.
Cromwell a deux sœurs : l'aînée, Catherine (née vers 1482), est l'épouse de Morgan Williams, un avocat gallois ; la cadette, Élisabeth, est l'épouse d'un éleveur de brebis, William Wellyfed. Le fils de Catherine et Morgan, Richard, est plus tard employé par son oncle et change son nom pour adopter celui de Cromwell. Richard est l'arrière grand-père d'Oliver Cromwell.
On sait peu de choses de la jeunesse de Thomas Cromwell. On pense qu'il est né à Putney Hill, en bordure de l'actuel quartier londonien de Wimbledon Common. En 1878, son lieu de naissance fait toujours débat. À cette date, Walford écrit ainsi : « L'emplacement du lieu de naissance de Cromwell est encore situé par tradition, et dans une certaine mesure cela a été confirmé par des fouilles, à Wimbledon Manor, cité précédemment, car l'on décrit en cet endroit "une ancienne maison appelée 'l'atelier du forgeron', se trouvant à l'ouest de la grande route allant de Richmond à Wandsworth, où l'on voit le signe de l'Ancre'. Le site auquel on fait référence est aujourd'hui recouvert par la taverne de Green Man ».
Cromwell déclare à l'archevêque de Cantorbéry Thomas Cranmer qu'il a été un « voyou... dans sa jeunesse ». Au tournant du XVIe siècle, il quitte l'Angleterre et part voyager en Europe, d'abord en Flandres, puis enItalie après un passage en prison d'après Eustace Chapuys. D'après une nouvelle de l'auteur Mathieu Bandello, le jeune Cromwell s'engage comme soldat dans l'armée française et combat lors de la bataille du Garigliano, au nord de Naples, en décembre 1503. Après la défaite française, il déserte du champ de bataille et va à Florence où il se met au service de Francesco Frescobaldi, membre d'une riche famille de banquiers et commerçants de la ville. C'est probablement là qu'il se forme à la finance et au commerce tout en améliorant culture générale et sa maîtrise de l'italien. Il devient ensuite commis d'un commerçant vénitien, et part à Pise où il rencontre des membres de la Compagnie des marchands aventuriers de Londres qui finissent par l'entrainer aux Pays-Bas, où il entre, vers 1508, au service de négociants anglais. Il y acquiert une expérience juridique au sein d'une compagnie chargée, par le roi, d'ouvrir des marchés d'étoffes à l'exportation. Il retourne ensuite en Italie au service de l'archevêque d'York, le cardinal Bainbridge, avant de revenir en Angleterre en 1514. Cromwell, qui est doté d'une mémoire prodigieuse, parle anglais, français, italien, possède une bonne connaissance du latin et des bases de grec.

### Mariage et descendance
Cromwell épouse vers 1515 Elizabeth Wyckes († 1529), veuve de Thomas Williams, Yeoman de la garde (en) gallois, et fille d'Henry Wykes, un Gentleman Usher d'Henri VII et de sa femme Mercy.
Le couple a trois enfants : Gregory Cromwell, 1er Baron Cromwell (en) (vers 1520-51), second époux d'Elisabeth Seymour ; Anne Cromwell et Grace Cromwell qui meurent toutes les deux vers 1529. La femme de Cromwell meurt dès 1529, et l'on pense que ses filles ne lui ont pas survécu longtemps. En effet, le testament qui désigne Grégory comme héritier fait référence à sa défunte épouse et les dispositions prises pour Anne et sa « petite fille Grace » datée du 12 juillet 1529 sont biffées par la suite. Gregory survit à son père onze ans, et succombe à la suette en 1551.
Thomas Cromwell a aussi une fille illégitime, Jane (vers 1535–1580), dont l'enfance demeure un mystère. Selon la romancière Hilary Mantel : « Cromwell a eu une fille illégitime, et au-delà du fait qu'elle a existé, nous savons très peu de choses à son propos. Elle apparaît succinctement dans les archives. D'une façon incroyablement obscure - elle est dans les archives du comté de Chester ». D'après l'historienne Caroline Angus, Jane serait née en 1530, et aurait été élevée dans la maisonnée de Cromwell avant de partir au Château de Leeds avec son demi-frère Gregory Cromwell et sa femme Elizabeth Seymour.
Jane se marie à William Hough (1527–1585), de Leighton in Wirral, Cheshire, aux alentours de 1550. William Hough est le fils de Richard Hough (1508-73/74), qui est l'agent de Cromwell dans le Chester de 1534 à 1540. Jane et son mari, qui sont de fervents catholiques sont d'abord menacés d'excommunication avant de recevoir l'absolution de l'Archevêque d'York en 1578, sous condition de recevoir une fois par mois l'enseignement des prêcheurs de l'église anglicane et de renoncer au catholicisme. Jane meurt le 3 novembre 1580 à Neston, quelques mois après avoir été officiellement reconnue comme la fille de Thomas Cromwell par la famille Hough. Son mari William meurt en 1585. Ils laissent une fille, Alice, qui épouse William Whitmore en 1585, avec qui elle aura dix enfants.

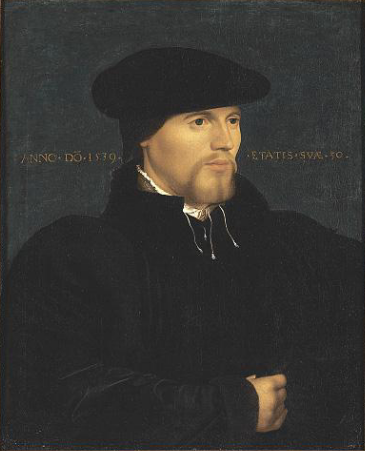
Portrait d'un homme en noir, peut-être Richard Cromwell, c. 1600, après Hans Holbein le Jeune
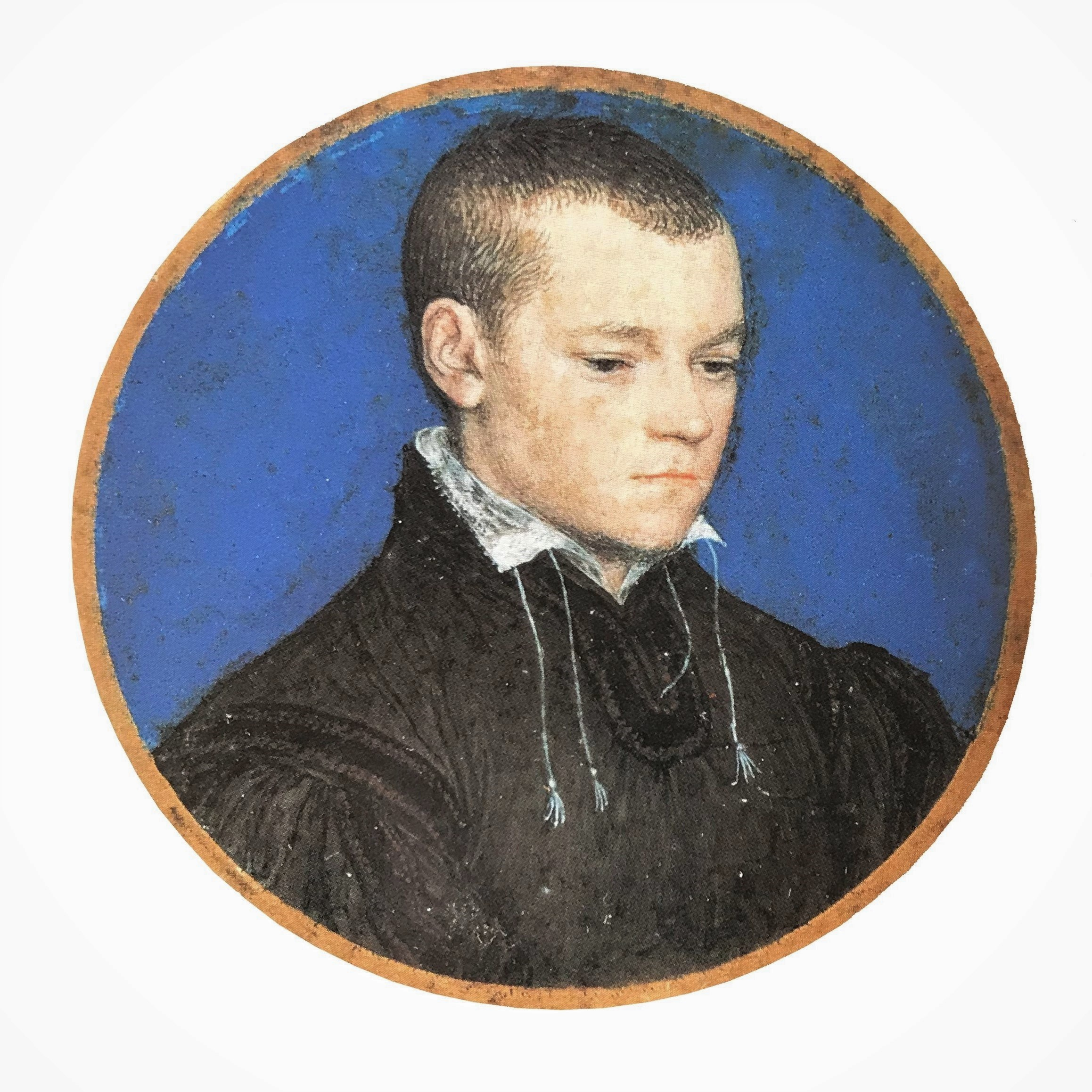
Portrait d'un jeune homme, peut-être Gregory Cromwell, c. 1535-1540, Hans Holbein le Jeune
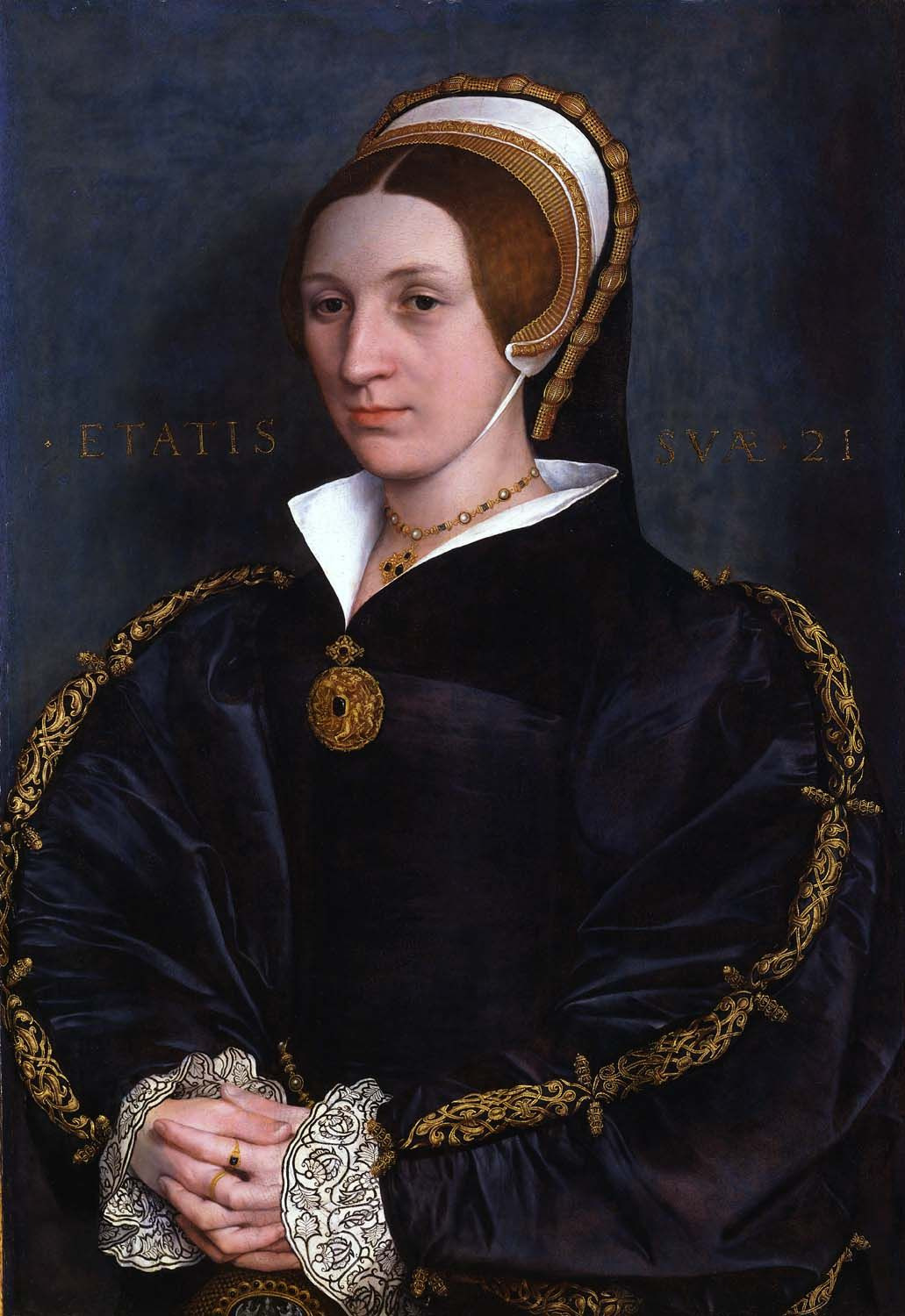
Portrait d'une dame de la famille Cromwell, peut-être Elizabeth Seymour, c. 1535-1540, Hans Holbein le Jeune

### Avocat, membre du Parlement, conseiller de Wolsey

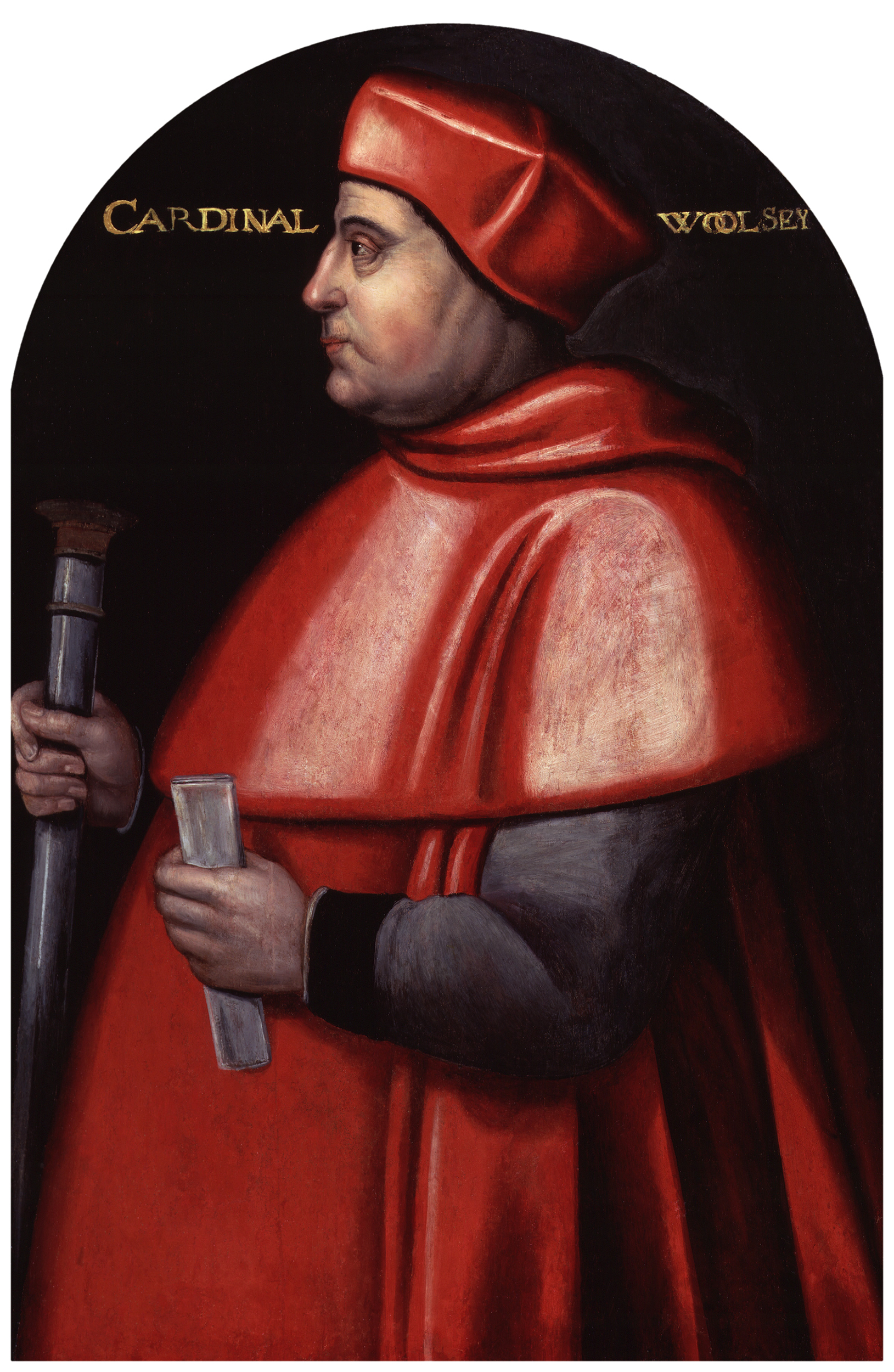
Thomas Wolsey (1473-1530), Lord chancelier d'Angleterre (1515-1529), principal conseiller du roi

En 1517, et à nouveau en 1518, Cromwell mène une ambassade à Rome pour obtenir du pape Léon X une bulle papale pour la restauration des indulgences dans la ville de Boston (Lincolnshire). Au cours de ce long voyage Cromwell étudie le Nouveau Testament d'Erasme, en latin et en grec.
Dès 1520, Cromwell est fermement installé dans les cercles marchands et juridiques de Londres; il est fréquemment sollicité pour son ingéniosité et sa connaissance du droit, sans avoir forcément bénéficié d'une réelle formation juridique ni d'un statut officiel à la cour. En 1523, il rentre provisoirement au service de Thomas Grey (2e marquis de Dorset). La même année, il rédige un discours destiné à être lu au Parlement, par lequel il s'oppose fermement au projet d'invasion de la France par Henri VIII. Il y fait part de sa préoccupation pour la sécurité du roi et pour celle du royaume en l'absence d'Henri VIII ainsi que de sa crainte des conséquences financières qu'entrainerait une telle campagne, sans oublier la difficulté à assurer l'approvisionnement des troupes en l'absence de bases en nombre suffisant sur le continent.
En 1524, vers l'âge de 40 ans, Cromwell devient membre de la Gray's Inn et siège régulièrement dans des juridictions arbitrales, parfois en tant que seul arbitre. Il rentre alors au service du cardinal Wolsey, qui est aussi Lord chancelier, tout en continuant à mener son activité professionnelle à titre privé. Le courant passe rapidement entre Cromwell et Wolsey qui ont de nombreux points communs. Ils sont tous deux d'origine modeste, deux self-made men qui bâtissent leur réussite sur leur capacité intellectuelle, leur perspicacité et leur ardeur au travail. Cromwell arrive bientôt à se rendre indispensable à Wolsey, Lord chancelier et principal conseiller du roi, et va vite progresser, y compris dans ses affaires privées, grâce à son influence.
De 1525 à 1530, Cromwell assiste ou participe à la dissolution de près de trente monastères pour lever des fonds destinés à permettre la fondation par Wolsey de l'École Royale d'Ipswich (1528) et du Cardinal College à Oxford (1529). En 1527, Wolsey nomme Cromwell membre de son conseil privé. En 1529, Cromwell obtient un siège à la Chambre des communes en tant que représentant de Borough, sans que soit identifiée la circonscription qu'il représente, il est alors l'un des conseillers les plus expérimentés et fidèles de Wolsey. Dès le mois d'octobre de cette année, cependant, Wolsey tombe en disgrâce, il perd son titre de Lord chancelier et l'ensemble de ses biens sont confisqués par la couronne. Cromwell s'emploie à le défendre ardemment, y compris en plaidant sa cause au Parlement, prenant ainsi de grands risques, mais sa loyauté envers Wolsey lui attire finalement la faveur du roi,.

### Favori royal
Cromwell surmonte avec succès l'ombre jetée sur sa carrière par la chute de Wolsey. En novembre 1529, il obtient un siège au Parlement pour Taunton et l'on rapporte que le roi s'intéresse beaucoup à lui. Dans les dernières semaines de 1530, il devient membre du conseil du royal,. Cromwell tient de nombreux offices pendant sa carrière au service du roi, parmi lesquels ,:
- commissaire pour le Subside, Londres (1524), Kent (1534), pour l'impression de la Bible (1539/1540) ;
- membre du conseil privé (1531) ;
- maître de la Maison des Joyaux de la Couronne conjointement avec Sir John Williams (14 avril 1532, c. 1533-1540) ;
- clerc du Hanap (16 juillet 1532), conjointement avec Ralph Sadler (avril 1535 – 1540) ;
- chancelier de l’Échiquier (1533) ;
- archiviste, Bristol (1533 – 1540) ;
- intendant de l'abbaye de Westminster (12 septembre 1533), conjointement avec Robert Wroth (14 février 1534 – mai 1535) ;
- seigneuries d'Edmonton et Sayesbery, Middlesex (mai 1535), de Havering-atte-Bower, Essex (décembre 1537), manoir de Writtle, Essex (juin 1536), distinction de Rayleigh, Essex (septembre 1539) ;
- inspecteur des Bois royaux, conjointement avec Sir William Paulet, à partir de 1533 ;
- secrétaire principal (c. avril 1534 – avril 1540) ;
- secrétaire du roi et Master of the Rolls (8 octobre 1534 – 10 juillet 1536) ;
- connétable conjointement avec Richard Williams (alias Cromwell) de Hertford Castle, Hertfordshire (1534 – 1540), Berkeley Castle, Gloucestershire (1535 – 1540), seul, Leeds Castle, Kent (4 janvier 1539 – 1540) ;
- visiteur général des monastères (21 janvier 1535) ;
- intendant : duché de Lancaster, Essex, Hertfordshire et Middlesex (12 mai 1535 – 1540) ;
- intendant de Savoy Manor (mai 1535 – 1540) ;
- chancelier, Grand Intendant et Visiteur, université de Cambridge (1535 – 1540) ;
- commissaire de la Paix, Bristol, Kent, Middlesex, Surrey (1535 – 1540), Essex 1536 – 1540, Derbyshire, Westmorland (1537 – 1540), tous les comtés (1538 – 1540) ;
- prébende de Salisbury (mai 1536 – 1540) ;
- receveur des Pétitions dans la Chambre des lords, Parlement de 1536 ;
- Lord Privy Seal (2 juillet 1536 – 1540) ;
- baron d'Oakham (Cromwell est anobli) ;
- vicaire général et Vice-gérant du Roi dans le domaine spirituel (18 juillet 1536) ;
- Dean of Wells (1537 – 1540) ;
- gardien et Chef de la Justice à Eyre, au nord de Trent (30 décembre 1537 – 1540) ;
- chevalier de la Jarretière (1537) ;
- gouverneur de l'île de Wight (2 novembre 1538 – 1540) ;
- Lord-grand-chambellan, 17 avril 1540) ;
- comte d'Essex (1540).

#### Anne Boleyn

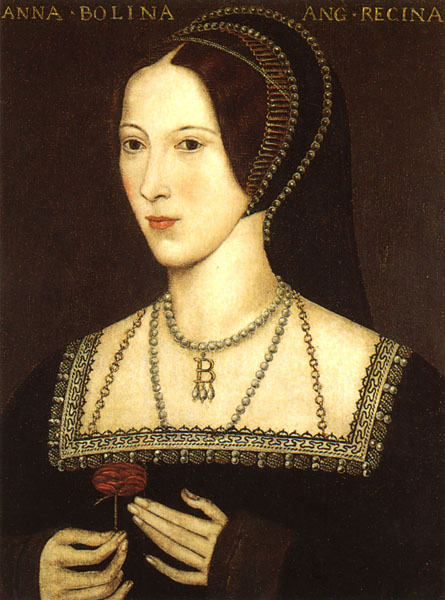
Portrait posthume d'Anne Boleyn

À partir de mai 1527, Henri VIII cherche à faire annuler son mariage avec Catherine d'Aragon pour pouvoir épouser légalement Anne Boleyn ; c'est le Cardinal Wolsey qui est initialement chargé de cette mission mais il perd peu à peu la confiance du roi au cours de l'année 1529. Au cœur de la campagne pour l'annulation se trouve la doctrine émergente de la suprématie royale sur l'Église, doctrine portée par Edward Foxe sur la base des Collectanea satis copiosa (en). À l'automne 1531, Cromwell joue un rôle de plus en plus important dans la supervision des affaires légales et parlementaires du roi, travaillant tout particulièrement avec Thomas Audley, et a rejoint le cercle restreint du Conseil. Au printemps suivant, il a commencé à exercer de l'influence sur l'élection de la Chambre des communes.
La troisième session de ce qu'il est devenu commun d'appeler le Parlement de Réforme était prévue pour octobre 1531, mais a été reportée jusqu'au 15 janvier 1532 à cause de l'indécision du gouvernement à propos de la meilleure manière de faire avancer les réformes. Cromwell soutient la revendication d'une suprématie royale, et manipule la Chambre des communes en ressuscitant les plaintes anticléricales ou « supplique contre les Ordinands » exprimées auparavant dans la session de 1529. La supplique, dénonçant les abus cléricaux, le pouvoir des cours ecclésiastiques et décrivant Henri comme "la seule tête, le seigneur souverain, protecteur et défenseur" de l’Église, est présentée au roi le 18 mars 1532. La réponse cinglante de Gardiner aux arguments de Cromwell offense à tel point le roi que le 11 mai, Henri VIII prononce un discours au parlement par lequel il accuse pratiquement le clergé de trahison. Quatre jours plus tard, devant la menace d'un autre acte de Praemunire, le synode capitule, ce qui va entraîner la Soumission du Clergé (en). Le 16 mai 1532, Sir Thomas More démissionne de son poste de Chancelier, se rendant compte que le combat pour sauvegarder le mariage est perdu. La démission de More du Conseil représente un triomphe pour Cromwell et la faction réformatrice de la cour.
La gratitude du roi à l'égard de Cromwell est exprimée dans la concession de la seigneurie de Romney à Newport, Pays de Galles, et la nomination à trois offices assez mineurs : Maître des Joyaux le 14 avril 1532, Clerc du Hanap le 16 juillet, et Chancelier de l’Échiquier le 12 avril 1533. Aucun de ces offices ne lui apporte beaucoup de revenus, mais ces nominations sont des indicateurs de la faveur royale, et donnent à Cromwell une position dans trois institutions majeures du gouvernement : la Maison royale, la Chancellerie, et l’Échiquier.
Le 26 janvier 1533, Audley est nommé Lord Chancelier, et Cromwell accroît son contrôle sur les Communes en influant sur les élections. Henri et Anne se marient le 25 janvier, après un possible mariage secret le 14 novembre dont certains historiens pensent qu'il a eu lieu à Calais. La quatrième session parlementaire débute le 4 février, et Cromwell introduit une nouvelle loi restreignant le droit de faire appel à Rome. Le 30 mars, Thomas Cranmer est consacré archevêque de Canterbury et convoque un conseil pour déclarer le mariage d'Henri et Catherine illégal. La première semaine d'avril 1533, le Parlement promulgue l'Acte de Restriction des Appels (en),rédigé par Cromwell, qui proclame que « le Royaume d'Angleterre est un Empire » « gouverné par un chef suprême ayant la dignité et le statut royal de la couronne impériale », ce qui donne à Henri VIII une stature comparable à celle du Pape. Le texte établit par ailleurs que toute question relative au mariage ou au divorce, concernant « le roi notre seigneur souverain, ses héritiers et successeurs, ou tout autre sujet ou résidant dans ce royaume » « seront dorénavant entendues, examinées, discutées, clairement, finalement et définitivement jugées et déterminées dans le cadre de la juridiction et de l'autorité du roi, et non ailleurs ». En conséquence, toute décision prise en Angleterre concernant le mariage du roi ne pourra pas être remise en cause par Rome,. Le 11 avril, Cranmer envoie au roi une objection pro forma à la validité de son mariage avec Catherine. Un procès formel débute le 10 mai 1533 à Dunstable, et l'archevêque prononce le 23 mai la sentence déclarant le mariage d'Henri et Catherine nul et non avenu. Cinq jours plus tard, il déclare valide le mariage d'Henri et d'Anne, et celle-ci est couronnée reine le 1er juin.
En décembre, le roi autorise Cromwell à utiliser les ressources de l'état pour discréditer la Papauté ; avec son appui et sous son influence, les changements religieux sont promus dans tout le royaume dans des sermons, des pamphlets, des illustrations, mais aussi des spectacles qui diffusent l'idéologie réformiste à la population illettrée. Le 30 mars 1534, un nouveau Parlement est convoqué à nouveau, sous la supervision de Cromwell, afin d'adopter la législation nécessaire pour rompre formellement les derniers liens de l'Angleterre avec Rome. Le Parlement vote d'abord le Premier Acte de Succession, qui déclare Marie illégitime et reconnait Élizabeth héritière de la couronne. Il vote également l'Acte de dispensations de 1533 (en), qui rend illégale la taxe que payait traditionnellement les propriétaires terriens à Rome, avant que le texte ne soit révisé par le second Acte de dispensation ou Acte pour le Paiement des Premiers Fruits et Dîmes qui rétablit cette charge comme une taxe due à la Couronne d'Angleterre. Enfin, le parlement réitère la suprématie royale en adoptant l'Acte de soumission du clergé de 1533 (en) qui incorpore dans la loi la capitulation du clergé. Le 30 mars 1534, Audley donne l’assentiment royal à la législation en présence du roi.

### Le ministre principal d'Henri VIII

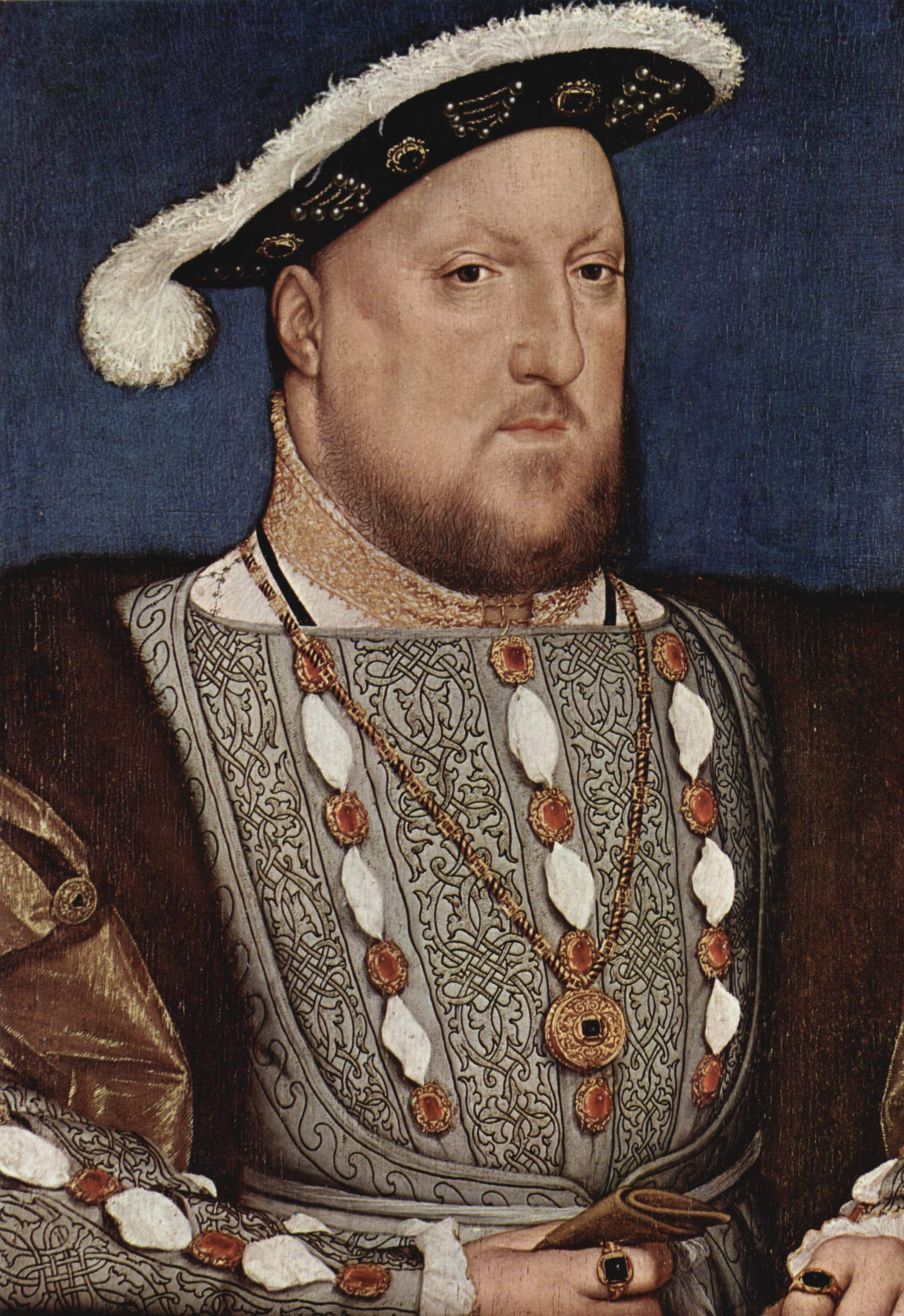
Portrait d'Henri VIII par Hans Holbein le Jeune.

En récompense, au mois avril 1534, Henri confirme Cromwell dans son statut de secrétaire principal et "premier" ministre, une position qu'il occupait déjà officieusement auparavant. Cromwell s'attache immédiatement à faire appliquer la législation passée par le Parlement. Avant que les membres des deux Chambres ne retournent chez eux le 30 mars, ils ont du s'engager solennellement à respecter les dispositions de l'Acte de Succession ; mais Cromwell considère que ce n'est pas assez et demande que tous les sujets du royaume reconnaissent la légitimité du mariage du roi à Anne Boleyn ce qui est une mesure sans précédent. Le 13 avril, le clergé de Londres accepte de prêter serment. Le même jour, on le requiert de Sir Thomas More et de John Fisher, évêque de Rochester, qui s'y refusent tous deux. On se saisit immédiatement de More avant de le transférer à la Tour de Londres le 17 avril, où Fisher le rejoint quatre jours plus tard.
Le 18 avril, il est ordonné que tous les habitants de Londres prononcent le serment. De tels ordres sont donnés dans l'ensemble du royaume. Quand le Parlement se réunit le 3 novembre 1534, Cromwell lui soumet l'Acte de Trahison de 1534 (en), par lequel sont désignés : « coupables de haute trahison ceux qui, malicieusement, souhaitent, veulent ou désirent, par des paroles ou des écrits, ou imaginent, inventent, pratiquent ou tentent d'infliger des dommages corporels à la personne très royale du roi, à la reine ou à ses héritiers, ou de les priver de leur dignité, de leur titre ou de leur nom, de leurs domaines royaux, ou de publier et de déclarer de façon calomnieuse et malveillante, par un écrit ou des paroles explicites, que le roi est hérétique, schismatique, tyran, infidèle ou usurpateur de la couronne ». Il fait aussi adopter l'Acte de Suprématie par lequel le roi devient officiellement le chef l’Église de l'Angleterre et de toutes ses dépendances, y compris l'Église d'Irlande et conserve cependant le titre de défenseur de la foi qui lui avait été accordé par le Pape en 1521.
Cromwell renforce aussi son propre contrôle sur l’Église. Le 21 janvier 1535, le roi le nomme Vice-Gérant royal et Vicaire général, et lui donne la mission de visiter toutes les églises et tous les monastères du pays. Il se fait assister de quatre juristes, dont deux ecclésiastiques pour recenser tous les aspects de la vie religieuse afin de taxer plus efficacement le clergé.
Début septembre 1538, Cromwell déclare une guerre ouverte aux « pèlerinages, reliques, images ou à toute autre superstition de ce genre » et met l'accent sur la vertu des Saintes Écritures. Il demande par ailleurs que chaque ecclésiastique tienne un registre pour consigner, dans chaque paroisse, « le jour et l'année de chaque mariage, baptême et enterrement ».

#### La chute d'Anne Boleyn
La session finale du Parlement de Réforme commence le 4 février 1536. Dès le 18 mars, l'Acte de Dissolution des Petits Monastères (en), ceux ayant un revenu brut de moins de £200 par an, est adopté par les deux chambres. Cela provoque une dispute avec Anne Boleyn, auparavant une des alliées de Cromwell, qui veut que les dissolutions servent des objectifs d'éducation et de charité et non celui de remplir les coffres du roi,.
Anne ordonne à ses chapelains de prêcher contre le Vice-Régent, et, dans un sermon cinglant le Dimanche de la Passion, le 2 avril 1536, son aumônier, John Skip, dénonce Cromwell et les autres conseillers privés devant l'ensemble de la cour, comparant Cromwell à Haman. La diatribe de Skip devait persuader les courtisans et les conseillers privés de changer leurs conseils au roi et de rejeter la tentation du gain personnel. Skip est appelé à comparaître devant le Conseil, où il est accusé de méchanceté, de calomnie, d'audace, de manque de charité, de sédition, de trahison, de désobéissance à l’Évangile, d'attaquer « les grands postes, piliers et colonnes soutenant et portant l’État » et d'inviter à l'anarchie.
Anne a de nombreux ennemis à la cour, n'a jamais été populaire auprès du peuple, et n'a toujours pas réussi à donner un héritier mâle au roi. Ce dernier est devenu impatient, et est tombé amoureux de Jeanne Seymour, encouragé par les ennemis d'Anne, parmi lesquels les frères de Jeanne et Nicholas Carew. Dans des circonstances qui restent floues et sujettes à débat parmi les historiens, Anne est accusée d'adultère avec Mark Smeaton, un musicien de la Maison royale, avec Henry Norris, qui occupe l'office de Groom of the Stool, très proche du roi, avec Sir Francis Weston, avec William Brereton, et même avec son propre frère George Boleyn, vicomte de Rochford. L'ambassadeur impérial, Eustache Chapuys, écrit ainsi à Charles Quint : « [Cromwell] a lui-même été autorisé et commissionné par le roi pour intenter et finaliser le procès contre la maîtresse, tâche à laquelle il s'est voué corps et âme... Il s'est attaché à échafauder et conspirer ladite affaire. » En dépit du rôle joué par Cromwell dans la chute d'Anne Boleyn et de sa propre animosité à son égard (Chapuys la désigne comme "maîtresse" car il ne reconnaît pas le divorce d'Henri VIII avec feu Catherine d'Aragon), la lettre de Chapuys établit que Cromwell agit sous l'autorité du roi. De nombreux historiens, cependant, estiment que la chute d'Anne et son exécution ont été manigancées par Cromwell.
La reine et son frère sont jugés le lundi 15 mai 1536, alors que les quatre autres accusés ont été condamnés le vendredi précédent. Les cinq hommes sont exécutés le 17 mai et, le même jour, Cranmer déclare invalide le mariage d'Henri et Anne, une décision qui rend illégitime leur fille, la princesse Élisabeth. Deux jours plus tard, Anne est elle aussi décapitée. Le 30 mai, le roi épouse Jeanne Seymour. Le 8 juin, un nouveau Parlement passe le second Acte de Succession, assurant les droits sur le trône des potentiels enfants de la reine Jeanne.

#### Baron Cromwell et Lord Privy Seal
La position de Cromwell est plus forte que jamais. Il succède au père d'Anne Boleyn, Thomas Boleyn, premier comte de Wiltshire, à la charge de Lord Privy Seal le 2 juillet 1536, quittant pour cela celle de Master of the Rolls, qu'il occupait depuis le 8 octobre 1534. Le 8 juillet 1536, il est élevé à la pairie en tant que baron Cromwell de Wimbledon.

#### La réforme religieuse
Cromwell orchestre la dissolution des monastères et les visites aux universités et collèges en 1535, établissements qui ont des liens forts avec l’Église. Cela résulte en la dispersion et la destruction de nombreux livres considérés comme superstitieux ou pro-papauté. Cela a été décrit comme 'le plus grand désastre singulier de l'histoire littéraire d'Angleterre'. L'université d'Oxford n'a plus eu de bibliothèque jusqu'à la donation de Thomas Bodley en 1602.
En juillet 1536, une première tentative pour clarifier la doctrine religieuse d'après la rupture avec Rome est faite. L'évêque Edward Foxe expose ses propositions, et est soutenu par Cromwell et Cranmer ; elles sont reconnues par le roi sous le nom des 'Dix articles' et sont imprimées en août 1536. Cromwell fait circuler des ordres pour leur observation qui vont au-delà des articles eux-mêmes, ce qui provoque une opposition en septembre et en octobre dans le Lincolnshire puis dans les six comtés septentrionaux. Ces importants soulèvements populaires et cléricaux trouvent des soutiens dans la bourgeoisie et la noblesse et prennent le nom du Pèlerinage de Grâce.
Les raisons de la rébellion sont nombreuses, mais la plus importante est la suppression des monastères, que l'on reproche aux "mauvais conseillers" du roi, c'est-à-dire surtout Cromwell et Cranmer. L'un des meneurs de la rébellion est Thomas Darcy (en), premier baron Darcy de Darcy, qui donne à Cromwell un avertissement prophétique juste avant d'être exécuté : "d'autres qui ont été dans une faveur avec les rois telle que vous en bénéficiez aujourd'hui ont eu le même destin que celui auquel vous me menez".
La suppression des révoltes stimule une poursuite des réformes. En février 1537, Cromwell convoque en tant que vice-gérant un synode d'évêques et de docteurs. Le synode est coprésidé par Cranmer et Foxe, et ils ont en juillet écrit un document préparatoire, L'Institution d'un homme chrétien, plus largement connu comme le Livre des Évêques. En octobre, ce livre circule, bien que le roi n'ait pas encore accordé son assentiment total. Le succès des politiques religieuses de Cromwell a été supplanté par l'affaiblissement de son influence politique due à l'émergence d'un Conseil Privé, un corps de nobles et d'officiers qui s'est d'abord constitué pour annihiler le Pèlerinage de Grâce. Le roi confirme cependant son soutien à Cromwell en le nommant à l'Ordre de la Jarretière le 5 août 1537, mais Cromwell n'en est pas moins obligé d'accepter l'existence d'un corps exécutif dominé par ses opposants conservateurs.
En janvier 1538, Cromwell poursuit une campagne d'envergure contre ce que les fidèles de la vieille religion nomment 'idolâtrie'. Statues, jubés et images sont attaqués, ce qui culmine en septembre avec la démolition de l'autel de saint Thomas Becket à Canterbury. Au début du même mois, Cromwell finalise aussi une série d'injonctions en tant que vice-gérant déclarant la guerre totale aux "pèlerinages, fausses reliques ou images, ou toutes superstitions de ce genre" et commandant qu'"un livre de la Bible entière en anglais" soit disposé dans chaque église. De plus, suivant la reddition "volontaire" des derniers petits monastères l'année précédente, les plus grands monastères sont désormais aussi "invités" à se rendre courant 1538, un processus légitimé lors de la session du Parlement de 1539 et complété l'année suivante.
Son rôle politique s'appuie sur un réseau d'humanistes qui relaie par l'imprimerie l'esprit de réforme (Thomas Gibson, William Marshall, Richard Morrison, John Rastell, Thomas Starkey, Richard Taverner et John Uvedale). Il ménage Érasme dans une affaire de pension supprimée, pour « être un ardent ami de votre nom ». Mais sa promotion rapide et sa politique antipapiste lui valent des ennemis dans les cercles conservateurs et des accusations récurrentes sur sa propension à s'attribuer des biens d'Église.

#### Résistance à une réforme religieuse plus avancée
Le roi est de moins en moins content de l'étendue qu'atteignent les réformes, et la faction conservatrice gagne en force à la cour. Cromwell prend l'initiative contre ses ennemis. Il emprisonne le marquis d'Exeter, Sir Edward Neville, et Sir Nicholas Carew (en) pour des charges de trahison en novembre 1538, se servant de preuves acquises lors de l'interrogatoire de Sir Geoffrey Pole, prisonnier à la Tour de Londres. Tous sont exécutés dans les mois suivants.
Le 17 décembre 1538, l'Inquisiteur général de France interdit l'impression de la Grande Bible de Myles Coverdale. Cromwell persuade le roi de France de lui transmettre les livres inachevés afin que l'impression continue en Angleterre. La première édition est finalement disponible en avril 1539. La publication de la Grande Bible, sa première version en anglais faisant autorité, est l'un des principaux succès de Cromwell.
Le roi, cependant, continue de résister à des mesures réformatrices plus poussées encore. On établit un comité de Parlement pour examiner la doctrine, et le duc de Norfolk présente à la Chambre le 16 mai 1539 six questions à considérer, qui sont ensuite ratifiées sous le nom de l'Acte des Six Articles peu avant la fin de la session le 28 juin. Les Six Articles réaffirment une vision traditionnelle de la Messe, des Sacrements et de la prêtrise.

#### Anne de Clèves

Anne de Clèves par Hans Holbein le Jeune.

La reine Jeanne meurt en 1537, moins de deux semaines après avoir donné naissance à son seul enfant, le futur Édouard VI. Au début d'octobre 1539, le roi accepte enfin la suggestion de Cromwell selon laquelle il devrait épouser Anne de Clèves, la sœur du duc Guillaume de Clèves, motivé notamment par le portrait qu'en a fait Hans Holbein à cette fin. Le 27 décembre, Anne de Clèves arrive à Douvres. Au Nouvel An 1540, le roi la rencontre à Rochester et est immédiatement rebuté par son physique. Il s'exclame le soir même : « Je ne l'aime pas ! ». La cérémonie des noces se déroule le 6 janvier à Greenwich, mais le mariage n'est pas consommé. Henri déclare qu'il trouve impossible de jouir des relations conjugales avec une femme qu'il trouve si peu attirante.

#### Comte d'Essex
Le 18 avril 1540, Henri donne à Cromwell le comté d'Essex et l'office de Lord Grand Chamberlain (Grand Chambrier). Malgré ces signes de faveur royale, la place de ministre principal du roi qu'occupe Cromwell ne lui appartient plus pour longtemps. La colère du roi d'avoir été forcé d'épouser Anne de Clèves est l'opportunité dont les ennemis conservateurs de Cromwell - et notamment le duc de Norfolk - avaient besoin afin de le renverser.

### La chute

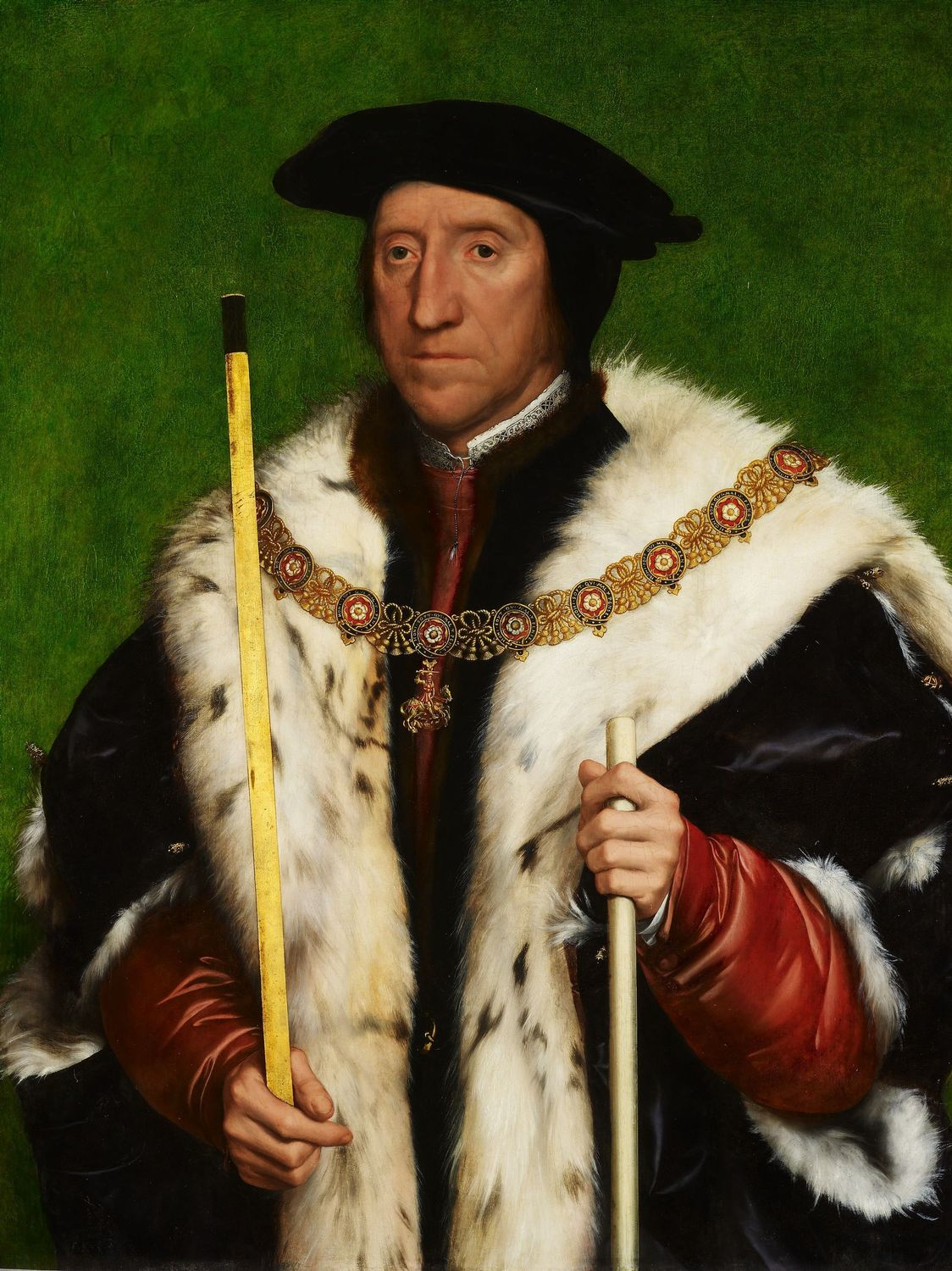
Thomas Howard, duc de Norfolk, l'un des principaux opposants de Cromwell

Pendant les événements de 1536, Cromwell prouve qu'il est un coriace politicien dans des intrigues mortelles. Cependant, sa politique continuellement active de promotion du protestantisme et le mariage malheureux du roi avec Anne de Clèves, que Cromwell organise en janvier 1540, lui coûtent cher. Plusieurs historiens pensent qu'Hans Holbein le Jeune est en partie responsable de la chute de Cromwell, car il avait peint un portrait très flatteur d'Anne qui a trompé le roi sur son désir d'épouser la princesse allemande — ce tableau de 65 × 48 cm est exposé au musée du Louvre à Paris. Quand Henri l'a finalement rencontrée, le roi a été choqué par son apparence peu séduisante. Par excès de confiance, Cromwell avait décrit à Henri de façon exagérée la beauté d'Anne.
L'alliance franco-impériale n'a jamais été conclue et Henri a ainsi été engoncé dans des difficultés conjugales inutiles. Au début de l'année 1540, Cromwell perd le contrôle des événements, et ses ennemis conservateurs et aristocratiques, menés par le duc de Norfolk et soutenus par l'évêque Gardiner, voient en Catherine Howard et sa romance avec le roi un moyen d'écarter leur rival.
Cromwell est arrêté en plein Conseil le 10 juin 1540, accablé par une liste de charges. Il est emprisonné à la Tour de Londres. Ses ennemis en profitent pour l'humilier, ils arrachent même son ordre de la Jarretière, car « un traître ne doit pas le porter ». Sa réaction initiale est une attitude de défi : « C'est donc ainsi que l'on remercie mon service loyal ! », crie-t-il, et il défie avec colère les autres conseillers de le qualifier de traître. Un acte d'accusation (Bill of Attainder) contenant une longue liste de charges à son encontre, y compris celles de soutien aux anabaptistes, de pratiques de corruption, de justice indulgente, d'agir en vue de ses gains personnels, de protéger les protestants accusés d'hérésie et ainsi de ne pas respecter l'Acte des six articles, et même de conspirer pour épouser Marie Tudor, est présenté devant la Chambre des Lords et ratifié le 29 juin 1540.
Tous les honneurs de Cromwell lui sont retirés et on annonce publiquement qu'il ne peut plus qu'être appelé « Thomas Cromwell, cardeur de tissu ». Le roi repousse son exécution jusqu'à ce qu'il puisse obtenir l'annulation de son mariage avec Anne de Clèves. Celle-ci, faisant preuve d'un bon sens remarquable, accepte sans résistance une annulation à l'amiable et est traitée avec une grande générosité par Henri en conséquence. Espérant obtenir sa clémence, Cromwell écrit au roi un dernier message dans lequel il soutient l'annulation. Il le conclut avec cette supplication : « Très gracieux prince, je crie pour votre clémence, clémence, clémence. »
Cromwell est condamné à mort sans procès, il perd tous ses titres et propriétés et est décapité à Tower Hill le 28 juillet en une exécution publique, le jour même du mariage du roi avec Catherine Howard. Cromwell prononce une prière et un discours sur l'échafaud, déclarant mourir « dans la foi traditionnelle » (catholique) et niant avoir aidé des hérétiques. Le bourreau a de grandes difficultés pour trancher sa tête. Édouard Hall, un chroniqueur contemporain, écrit qu'ensuite Cromwell « souffrit patiemment le coup de hache, assené par un ladre déguenillé et aux manières de boucher, qui accomplit son office de manière très mauvaise ». Sa tête est ensuite bouillie et exhibée sur une pique sur le pont de Londres.
Il est enterré à la chapelle royale de Saint Pierre aux liens.

## Historiographie
Jusqu'aux années 1950, les historiens ont minimisé le rôle de Cromwell, estimant qu'il n'avait été qu'un doctrinaire au service du despote Henri VIII, comme l'explicite en 1911 l'Encyclopædia Britannica : « son pouvoir a été surévalué ». Cependant, dans son livre publié en 1953 intitulé La Révolution des Tudor, Geoffrey Elton le présente comme le personnage central de celle-ci. Il en fait le portrait d'un génie qui a tenu un rôle plus important que le roi lui-même dans la rupture avec Rome et la création des lois et des procédures administratives qui ont façonné l'Angleterre de la Réforme. Elton écrit que Cromwell a été le responsable de la traduction de la suprématie royale dans les textes parlementaires, créant de nouveaux puissants organes de gouvernement pour prendre en charge les terres confisquées à l'Église, et effaçant ainsi largement les traits médiévaux du gouvernement central.
Les historiens suivants ont rejoint Elton à propos de l'importance de Cromwell, mais pas au point d'en faire une « révolution ». Leithead écrit en 2004 : « Il a sécurisé l'acception des nouveaux pouvoirs du roi malgré une opposition importante, créé un royaume plus uni et plus facilement gouvernable, et fourni à la couronne, du moins temporairement, une rente terrestre très importante. »

## Thomas Cromwell dans l'art

### Livres
La romancière britannique Hilary Mantel consacre une trilogie à la biographie romancée de Thomas Cromwell :
- Wolf Hall (Fourth Estate, 2009), qui couvre la jeunesse et l'ascension jusqu'en 1535 ;
- Bring Up The Bodies (Harper Collins et Henry Holt & Co, 2012), sur son rôle pendant la chute d'Anne Boleyn (1536) ;
- The Mirror and the Light (Fourth Estate, 2020), sur les quatre dernières années de sa vie (1536-1540).

Wolf Hall, la mini-série télévisée en 6 épisodes réalisée par la BBC et HBO, est inspirée des deux premiers tomes de cette trilogie.

### À l'écran
- La Vie privée d'Henry VIII (The Private Life of Henry VIII), film britannique d'Alexander Korda (1933) : Franklin Dyall
- Un homme pour l'éternité (A Man for All Seasons), film britannique de Fred Zinnemann (1966) : Leo McKern
- Anne des mille jours (Anne of the Thousand Days), film britannique de Charles Jarrott (1969) : John Colicos
- Les Tudors (The Tudors), série canado-américano-irlandaise créée par Michael Hirst : James Frain (saison 1 à 3, 2007-2009)
- Wolf Hall, adaptation de la série de romans d'Hilary Mantel en mini-série de Peter Kosminsky (2015) : Mark Rylance